# Тихонов Віктор Миколайович
Ві́ктор Микола́йович Ти́хонов (5 березня 1949, с. Щотове, Антрацитівський район, Ворошиловградська область, Українська РСР, СРСР — 29 серпня 2020) — український політик російського походження, сепаратист. Віце-прем'єр-міністр України в уряді Миколи Азарова з 11 березня 2010 до 1 червня 2011.

## Біографія
Народився 5 березня 1949 в селі Щотове, Антрацитівського району, Ворошиловградської області; росіянин; батько Микола Панасович (1921—1968); мати Антоніна Василівна (1928—1958); дружина Лариса Олександрівна (1947); син Дмитро (1968) — фахівець НБУ; дочка Тетяна (1973); дочка Вікторія (1973) — заступниця начальника відділення Луганської обласної дирекції Райффайзен банку Аваль.
26 листопада 2004 року Луганська обласна рада під керівництвом Тихонова проголосувала за незаконну узурпацію влади держави Україна в Луганській області. А саме створення виконавчого комітету облради, який узурпував повноваження Луганської обласної адміністрації. Головою комітету призначено Олександра Єфрємова.
Тихонов був ініціатором та модератором З'їзду депутатів всіх рівнів 28 листопада 2004 року у Сєвєродонецьку. Учасники цього заходу публічно закликали до відділення ряду областей України з її складу та створення так званої «Південно-Східної Української автономної республіки».
У 2005 році Генеральна прокуратура порушила проти Тихонова кримінальну справу за статтею 109 Кримінального кодексу України — його звинувачували у зазіханні на територіальну цілісність та недоторканність України.
У вересні 2014 року МВС порушило кримінальну справу проти 24 нардепів від депутатської групи «За мир і стабільність», які брали участь в засіданні держдуми рф. Серед них був Віктор Тихонов. У діях зазначених осіб вбачаються ознаки посягання на територіальну цілісність і недоторканність України.
У 2014 році Тихонов втік до рф та перебував там до смерті.

## Освіта
Ворошиловградський машинобудівний інститут, економічний факультет (1973—1978), економіст, «Бухоблік у промисловості»; Луганський інститут внутрішніх справ (1996—1998), юрист.
Кандидат юридичних наук. кандидатська дисертація «Проблеми права і держави в творчій спадщині П. Б. Юркевича та сучасність» (Національний університет внутрішніх справ, 2003).

## Трудова діяльність
05.1965-11.1969 — слюсар, ВО «Ворошиловградтепловоз».
11.1969-11.1971 — служба в армії, в/ч 77895 Одеського ВО.
11.-12.1971 — слюсар, 12.1971-02.1975 — старший інженер-технолог,
02.1975-08.1976 — старший інженер-нормувальник,
08.1976-04.1978 — начальник планово-економічного бюра,
04.1978-06.1979 — начальник бюра праці та заробітної плати,
06.1979-08.1980 — заступник начальника відділу праці та заробітної плати,
08.1980-10.1986 — начальник управління праці та заробітної плати,
10.1986-10.1988 — голова профкому,
10.1988-11.1990 — секретар парткому ВО «Ворошиловградтепловоз».
11.1990-11.1991 — 1-й секретар Луганського МК КПУ.
11.1991-04.1992 — 1-й заступник генерального директора Луганської державної товарно-сировинної компанії «Луганськголовзбут».
04.1992-09.1994 — директор з економіки Луганської швейної фабрики «Стиль».
09.1994-11.1995 — генеральний директор Луганської швейної фабрики «Стиль».
11.1995-04.1998 — 1-й заступник голови Луганської облдержадміністрації.
24 квітня 1998-04.2006 — голова Луганської облради.

## Дипломатична діяльність
З 22 серпня 2011 року по 26 листопада 2012 року — Надзвичайний і Повноважний Посол України в Республіці Білорусь.

## Громадська і наукова діяльність
- Член Координаційної ради з питань місцевого самоврядування (вересень 1998 — грудень 2000);
- співголова Конгресу місцевих і регіональних влад України;
- президент Української асоціації місцевих і регіональних влад;
- доцент кафедри теорії та історії держави і права Луганської академії внутрішніх справ ім. 10-річчя незалежності України;
- голова Національної ради Спілки лідерів місцевих і регіональних влад України (з липня 1999).
- Обраний депутатом Луганської облради (березень 2006).

## Народний депутат
Народний депутат України 12(1) скликання з 03.1990 (2-й тур) до 04.1994, Жовтневий виборчий округ № 52, Луганської області. Член Комісії з питань економічних реформи та управління народним госп. На час виборів: секретар парткому ВО «Ворошиловградтепловоз». 1-й тур: з'яв. 69.0 %, за 26.0 %. 2 тур: з'яв. 62.3 %, за 48.2 %. 3 суперника.
Народний депутат України 5-го скликання з квітня 2006 по листопад 2007 від Партії регіонів, № 8 в списку. На час виборів: голова Луганської обласної ради, член ПР. Липень — вересень 2006 — заступник голови Комітету з питань державного будівництва, регіональної політики та місцевого самоврядування. Голова Комітету з питань державного будівництва, регіональної політики та місцевого самоврядування (з вересня 2006), член фракції Партії регіонів (з травня 2006).
Народний депутат України 6-го скликання з листопада 2007 по березень 2010 від Партії регіонів, № 19 в списку. На час виборів: народний депутат України, член ПР. Член фракції Партії регіонів (з листопада 2007). Член Комітету з питань бюджету (з грудня 2007). Склав депутатські повноваження 11 березня 2010.
Народний депутат України 7-го скликання з грудня 2012, виборчій округ № 113, Луганська область, від Партії регіонів. За 60,18 %, 6 суперників. На час виборів: Надзвичайний і Повноважний Посол України в Республіці Білорусь, член Партії регіонів. Член фракції Партії регіонів (з грудня 2012). Заступник голови Комітету з питань європейської інтеграції (з грудня 2012).
Один із 148 депутатів Верховної Ради України, які підписали звернення до Сейму Республіки Польща з проханням визнати геноцидом поляків події національно-визвольної війни України 1942—1944 років. Цей крок перший Президент України Леонід Кравчук кваліфікував як національну зраду.

## Відзнаки
Академік Інженерної академії України (1999), Міжнародної академії інформатизації (1997), Української муніципальної академії (1999).
Медаль «За трудову відзнаку» (1986). Ордени «За заслуги» III (серпень 1997), II (жовтень 1999), I ст. (серпень 2002). Орден Дружби (грудень 1999, Російська Федерація). Почесна грамота ВР України (2001). Почесна грамота КМ України (січень 2004). Державний службовець 1-го рангу (лютий 1999). Член КПРС (1968—1991).

## Наукові праці
Автор (співавтор) близько 20 наукових праць, зокрема книг:
- «Методологические аспекты достижения социально-экономической самодостаточности региона» (2002, співавтор),
- «Президент України та державна, регіональна і муніципальна політика: Збірник матеріалів і документів» (2003, співавтор),
- «Идеи П. Д. Юркевича о государстве и праве в контексте современности» (2003).

Володів анґлійською мовою.